# ۱۷ مهر
۱۷ مهر دویست و سومین روز سال گاه‌شماری خورشیدی است. به پایان سال ۱۶۲ روز (۱۶۳ روز در سال‌های کبیسه) باقی‌است.

## رویدادها
- ۱۳۸۱ - به قتل رساندن فاطمه ( لاله ) سحرخیزان، خیّر و همسر اول ناصر محمدخانی
- ۱۳۹۵ - قتل‌های پزشک تبریزی
- ۱۳۶۰ - آغاز ریاست‌جمهوری علی خامنه ای
- ۱۴۰۱ - آغاز جام حذفی فوتبال ایران ۰۲–۱۴۰۱

## زادروزها
- ۱۳۰۳ - سید مجتبی نواب صفوی، روحانی شیعه و بنیان‌گذار فدائیان اسلام (د. ۱۳۳۴)
- ۱۳۱۱ - تقی مدرسی، رمان‌نویس (د. ۱۳۷۶)
- ۱۳۱۴ - محمد متوسلانی، بازیگر، کارگردان، نویسنده و تهیه‌کننده
- ۱۳۱۸ - گلی ترقی، داستان‌نویس و رمان‌نویس
- ۱۳۱۹ - رحیم رضازاده ملک، پژوهشگر تاریخ و فرهنگ (د. ۱۳۸۹)
- ۱۳۷۹ - مهسا امینی، شهروند ایرانی(د. ۱۴۰۱)

## درگذشت‌ها
- ۱۳۸۱ - لاله سحرخیزان ، خَیّر ، همسر اول ناصر محمدخانی و مقتول پرونده میدان کتابی تهران [۱]
- ۱۳۹۷ - بهرام شفیع، گزارشگر، مجری و مدیر ورزشی (ز. ۱۳۳۵)
- ۱۳۹۹ - محمدرضا شجریان، موسیقی‌دان و خواننده (ز. ۱۳۱۹)
- ۱۴۰۰ - ابوالحسن بنی‌صدر، سیاست‌مدار و نخستین رئیس‌جمهور ایران (ز. ۱۳۱۲)[۱]
- ۱۴۰۱ - یحیی رحیمی، از کشته‌شدگان خیزش ۱۴۰۱ ایران